# هارولد هنری ساندرز
هارولد هنری ساندرز (۲۷ دسامبر ۱۹۳۰–۶ مارس ۲۰۱۶) به عنوان دستیار اطلاعات و تحقیق وزیر امور خارجه ایالات متحده بین سالهای ۱۹۷۵ تا ۱۹۷۸ و دستیار امور خاور نزدیک وزیر امور خارجه ایالات متحده بین سالهای ۱۹۷۸ تا ۱۹۸۱ فعالیت می‌کرد. ساندرز یکی از شرکت کنندگان اصلی در پیمان کمپ دیوید بود، او به مذاکره در مورد بحران گروگانگیری در ایران کمک کرد و مدل گفتگوی پایدار را برای حل اختلافات ایجاد کرد. ساندرز بعداً مؤسسه گفتگوی پایدار را تأسیس کرد، که از مدل گفتگوی پایدار برای پرداختن به مسائل نژادی و سایر موارد در ایالات متحده و خارج استفاده می‌کند.
علاوه بر این ساندرز مدیر امور بین‌الملل بنیاد کترینگ بود و ریاست مشترک گروه ویژه کنفرانس دارتموث را بر عهده داشت. وی چندین اثر تألیف کرده‌است از جمله دیوارهای دیگر: روند صلح اعراب و اسرائیل از دیدگاه جهانی (۱۹۸۵)، روند صلح عمومی: گفتگوی پایدار برای تبدیل درگیری‌های نژادی و قومی (۱۹۹۹)، سیاست در مورد رابطه است: طرحی برای قرن شهروندان(۲۰۰۵) و گفتگوی پایدار در درگیری‌ها: تحول و تغییر (2011).

## زمینه

### آموزش و خدمات
ساندرز در سال ۱۹۵۲ از دانشگاه پرینستون با درجه .A.B. و دانشگاه ییل در سال ۱۹۵۵ با درجه دکترا فارغ‌التحصیل شد، قبل از پیوستن به نیروی هوایی ایالات متحده برای تحقق الزامات خدمات اجباری که منجر به نقش رابط با آژانس اطلاعات مرکزی شد. ساندرز در سال ۱۹۶۱ به کارمندان شورای امنیت ملی پیوست و از طریق دولت جانسون به عنوان کارشناس خاورمیانه NSC در طی جنگ شش روزه ژوئن ۱۹۶۷ خدمت کرد [۷]. وی در سال ۲۰۱۶ بر اثر سرطان پروستات درگذشت.

## شغل دیپلماتیک

### شاتل‌های کیسینجر
ساندرز در اکتبر ۱۹۷۳ به عنوان بخشی جدایی ناپذیر از تیم کوچک دیپلمات‌های آمریکایی به رهبری کیسینجر، که ساندرز برای هشت سال آینده با آنها کار کرد، به شاتل‌های کیسینجر پیوست. در این دوره از سال ۱۹۷۳ تا ۱۹۷۵، تیم کیسینجر به مذاکره در مورد تعدادی از توافق‌نامه‌های مهم جداسازی بین مصر و اسرائیل کمک کرد. در سال ۱۹۷۴، ساندرز به عنوان معاون دستیار وزیر امور خارجه در خاور نزدیک و آفریقای شمالی منصوب شد. آرون دیوید میلر، تحلیلگر و مذاکره کننده بلند مدت خاورمیانه، در مقاله ای برای مجله فارین پالیسی، در رابطه با مذاکرات بر سر منازعه در خاورمیانه، ساندرز را بابکار بردن اصطلاح "روند صلح" "درخشان" توصیف کرد.

### کمپ دیوید
ساندرز به عنوان دستیار وزیر امور خارجه در خاور نزدیک و آسیای جنوبی در زمان رئیس‌جمهور کارتر، نقش مهمی در پشت صحنه در مذاکرات ۱۹۷۸ در کمپ دیوید ایفا کرد، که در دو توافق‌نامه چارچوب (framework) شامل پیمان کمپ دیوید به اوج خود رسید و منجر به پیمان صلح مصر و اسرائیل در سال بعد شدکه ساندرز در تهیه آن کمک کرد.

### بحران گروگانگیری در ایران
در سال ۱۹۷۹، پس از انقلاب در ایران، ساندرز تلاش‌ها را برای تأمین آزادی کارکنان سفارت ایالات متحده که در جریان بحران گروگانگیری در ایران به سر می‌برند، هماهنگ کرد.

## کتابها
- ساندرز، هارولد اچ. (۱۹۹۱). دیوارهای دیگر: روند صلح اعراب و اسرائیل در یک چشم‌انداز جهانی (ویراستار تحریریه). پرینستون، نیوجرسی: دانشگاه پرینستون. مطبوعات. شابک ۹۷۸–۰۶۹۱۰۲۳۳۷۳.
- ساندرز، هارولد اچ. (۲۰۰۵). سیاست مربوط به رابطه است: طرحی برای قرن شهروندان (چاپ اول). نیویورک Palgrave Macmillan. . شابک ۱۴۰۳۹۷۱۴۵۵.
- ساندرز، هارولد اچ. (۱۹۹۹). روند صلح عمومی: گفتگوی پایدار برای تغییر درگیری‌های نژادی و قومی (ویرایش اول). نیویورک: مطبوعات سنت مارتین. شابک ۰۳۱۲۲۱۹۳۹۳.
- ساندرز، هارولد اچ. (۲۰۱۱). گفتگوی پایدار در درگیری‌ها: تغییر و تحول (ویرایش اول). نیویورک: Palgrave Macmillan. صص ۳۶–۳۷. شابک ۹۷۸۰۲۳۰۳۳۹۸۰۴.